# Marcello Nizzola
Marcello Nizzola (ur. 17 grudnia 1900 w Genui, zm. 22 lutego 1947 tamże) – włoski zapaśnik wagi koguciej, stylu klasycznego, srebrny medalista olimpijski w zapasach na letnich igrzyskach olimpijskich z Los Angeles. 